# Louresse-Rochemenier
Louresse-Rochemenier è un comune francese di 866 abitanti situato nel dipartimento del Maine e Loira nella regione dei Paesi della Loira.
Il comune nacque nel 1842 dall'unione dei preesistenti comuni di Louresse e Rochemenier.

## Società

### Evoluzione demografica
Abitanti censiti